# Paul Bonel
Paul Bonel, dit Granito o l'Espagnolet, nascut a Ceret (Vallespir) i mort en 1975, va ser un rasetaire nord-català, primer vencedor de la Cocarda d'or.

## Biografia
Fou greument ferit pel cocardier « Orphelin » en una cursa a Nimes el 31 d'agost de 1930. Va viure a Bèucaire. Va morir en 1975 i és sebollit a Ceret.
Va guanyar la Cocarda d'or de 1928 i la Palma d'or de 1933.